# John Stanley Marshall
John Stanley Marshall nebo také John Marshall (28. srpna 1941, Isleworth, Spojené království – 16. září 2023) byl britský bubeník. 
Od roku 1969 byl členem původní sestavy skupiny Nucleus vedené trumpetistou Ianem Carrem. V roce 1971 nahradil Phila Howarda ve skupině Soft Machine; se skupinou hrál až do jejího rozpadu v roce 1984. Od roku 1999 působil v několika skupinách navazujících na Soft Machine, byli to nejprve SoftWhere, SoftWorks a nakonec Soft Machine Legacy. Během své kariéry spolupracoval i s dalšími hudebníky, mezi které patří Arthur Brown, Jack Bruce, John Surman nebo Mike Westbrook.